# Werner Dreßel
Werner Dreßel (* 30. August 1958 in Hambach, Unterfranken) ist ein ehemaliger deutscher Fußballspieler, der von 1977 bis 1986 in der Fußball-Bundesliga 229 Spiele mit 45 Toren absolviert hat.

## Laufbahn

### Jugend, 1968 bis 1977
Der von der SpVgg Hambach über den FC Schweinfurt 05 zum 1. FC Nürnberg gekommene Nachwuchsspieler bestritt im Frühjahr 1977 sechs Länderspiele in der DFB-Jugendnationalmannschaft und nahm auch im Mai am UEFA-Juniorenturnier in Belgien teil. Direkt aus der Club-Jugend kommend, unterschrieb er einen Lizenzspielervertrag zur Runde 1977/78 beim Bundesligisten Werder Bremen und wechselte an die Weser.

### Aktiver, 1977 bis 1992
Der schnelle Mann am linken Flügel gehörte in Bremen sofort der Stammbesetzung an. Als er 1979/80 in seiner dritten Saison in 33 Einsätzen 12 Tore erzielt hatte, nahm er das Angebot des Vizemeisters Hamburger SV an und hatte es in Zukunft mit Trainer Branko Zebec zu tun. Der HSV kam auch in der Runde 1980/81 mit Dreßel auf den zweiten Tabellenplatz; negativ war für den Flügelflitzer eine langwierige Knieverletzung, die ihm nur 15 Einsätze gestattete und auch die persönlichen Aussichten auf die Runde 1981/82 belastete. Am zweiten Spieltag wechselte Trainer Ernst Happel am 15. August 1981 beim 1:1-Unentschieden beim 1. FC Kaiserslautern Werner Dreßel zu seinem einzigen Einsatz in der Runde 1981/82 für den Hamburger SV auf dem Lauterer Betzenberg ein. Am Mittwoch, dem 26. August 1981, bestritt der in einer Blitzaktion transferierte Stürmer das erste Spiel für den 1. FC Nürnberg. Der Hamburger SV, er wurde am Rundenende Meister, gewann mit 3:0 Toren in Nürnberg. Für Dreßel und Nürnberg zahlte sich der Wechsel dennoch aus: Der Spieler kam in 31 Einsätzen auf neun Treffer und der „Club“ konnte mit dem 13. Rang die Klasse halten. Dreßel stand 1982 mit den Nürnbergern im DFB-Pokal-Finale gegen den FC Bayern München. Bei der 2:4-Niederlage traf er zum zwischenzeitlichen 2:0.
Zur Runde 1983/84 verpflichtete der 1. FC Nürnberg den routinierten Dortmunder Torjäger Manfred Burgsmüller. Bei den Verhandlungen zu dem Wechsel hatten sich die beiden Vereine so angenähert, dass Werner Dreßel bereits nach den ersten zwei Rundenspielen die umgekehrte Richtung einschlug und am 31. August 1983 das erste Spiel für Borussia Dortmund bestritt. Nürnberg stieg als Tabellenletzter in dieser Runde ab, Dortmund kam nach gewaltigen Turbulenzen im Trainerbereich (vier Trainer arbeiteten mit mehr und weniger Erfolg in dieser Runde in Dortmund: Uli Maslo, Helmut Witte, Hans-Dieter Tippenhauer, Horst Franz) mit dem negativen Punktekonto von 30:38 Zählern auf den 13. Tabellenplatz. Dreßel hatte in 27 Spielen drei Tore für die Westfalen erzielt.
Unter Trainer Pál Csernai lief es für den Mann der linken Offensivseite in der Runde 1985/86 nicht gut. Nur in zwei Begegnungen konnte er durchspielen, in vier weiteren Spielen wurde er aus- bzw. eingewechselt. Als Reinhard Saftig ab dem 20. April 1986 Csernai als Trainer ablöste, besserte sich die Situation für Dreßel auch nicht. Am letzten Spieltag, dem 26. April 1986, beim 4:1-Erfolg in Hannover wurde er in der 82. Minute eingewechselt und kam in den drei Relegationsspielen gegen den Dritten der 2. Bundesliga, Fortuna Köln, im Mai nicht zum Einsatz. Im Sommer 1986 verabschiedete sich Werner Dreßel mit seinem Wechsel zum SV Arminia Hannover aus der Fußball-Bundesliga.
Bei Eintracht Braunschweig schnürte er von 1988 bis 1990 nochmals in 22 Spielen die Fußballschuhe in der 2. Bundesliga.
1991/92 stürmte er noch einmal in der Oberliga Hessen für Viktoria Aschaffenburg und 1992 bis 1994 für Borussia Fulda. Anschließend einige Monate bei Alemannia Haibach. Von Oktober 1994 bis 1999 war er Spielertrainer des Landesligisten DJK Waldberg.

### Auswahlberufungen, 1978 bis 1983
Nach den Einsätzen in der Jugendnationalmannschaft im Jahre 1977 debütierte der Linksaußen von Werder Bremen mit 19 Jahren in der deutschen Nationalmannschaft der Amateure. Beim Freundschaftsspiel am 22. März 1978 in Lucca gegen Italien bildete er zusammen mit Hansi Müller vom VfB Stuttgart den linken Flügel. Danach nahm er im Mai mit den DFB-Amateuren an der Europameisterschafts-Endrunde in Athen teil. Er stürmte beim Halbfinalspiel gegen Jugoslawien wie auch beim Spiel um den 3. Platz gegen Irland auf Linksaußen. Sein viertes und letztes Spiel für die Amateurnationalmannschaft bestritt er am 26. September 1978 in Bielefeld gegen China A, wobei er auch zu dem 2:1-Sieg einen Treffer beisteuerte. Mit dem Einsatz am 19. Dezember 1979 in Genua beim Spiel gegen Italien an der Seite von Klaus Augenthaler, Wilfried Hannes, Kurt Niedermayer, Dieter Hoeneß und Lothar Matthäus in der B-Nationalmannschaft erklomm er die nächste Stufe in der Hierarchie der DFB-Auswahlmannschaften. Im Jahre 1980 folgten noch zwei weitere Einsätze in der deutschen B-Elf. Als am 16. November 1982 die Olympiaauswahlmannschaft in Emmen gegen Holland das erste offizielle Spiel austrug, war auch Werner Dreßel in diesem Debüt-Spiel für den DFB im Einsatz. Nach seinem dritten Spiel am 24. April 1983 in Lissabon gegen Portugal endete die internationale Karriere des Offensivspielers am linken Flügel.

## Trainer
Als Trainer arbeitete Dreßel bei Borussia Fulda, als Jugend-Stützpunkttrainer des DFB, vom 24. November 1986 bis zum 13. September 1987 beim SV Arminia Hannover, bei der SpVgg Greuther Fürth von 2001 bis 2007 als Jugend- und Assistenztrainer sowie im Oktober 2001 und im November/Dezember 2003 auch als Interimstrainer.
Vom 16. Januar 2008 bis zu seiner Beurlaubung am 21. September desselben Jahres trainierte er den 1. FC Schweinfurt 05 in der Bayernliga. Vom 1. März 2010 an war Dreßel Nachwuchskoordinator beim TV Königsberg 1862 im bayrischen Königsberg und übernahm diesen auch interimsweise als Trainer für zwei Spiele zum Saisonende 2009/10. Als die Mannschaft ab dem 1. Juli 2010 von Gerd Köhler trainiert wurde, fungierte Dreßel wieder als Nachwuchskoordinator. Anfang 2011 übernahm Dreßel erneut den Trainerposten beim TV Königsberg. Im Januar 2013 wurde Dreßel als neuer Trainer bei Regionalligist Viktoria Aschaffenburg vorgestellt.
Dreßel wurde am 23. April 2013 bei Viktoria Aschaffenburg beurlaubt.
Am 11. Juli 2013 wurde Werner Dreßel als neuer Co-Trainer der SV Elversberg präsentiert. Er sollte Cheftrainer Jens Kiefer, der zeitgleich seinen Trainerschein an der Sporthochschule in Köln machte, assistieren. Am 14. April 2014 musste Werner Dreßel seine Trainer-Tätigkeit allerdings erneut vorzeitig beenden. Nach zuletzt schwachen Spielergebnissen wurde er gemeinsam mit dem zwischenzeitlich zum Cheftrainer ernannten Dietmar Hirsch und seinem Co-Trainer-Kollegen Pascal Bach beurlaubt.